# 霍恩塞尔肖-大平诺
霍恩塞尔肖-大平诺（德語：Hohenselchow-Groß Pinnow）是德国勃兰登堡州的一个市镇，隶属于乌克马克县。总面积为41.5平方千米，截至2020年总人口为759人。